# Jorge Montero Figueroa
Jorge Montero Figueroa es un diplomático chileno y actual embajador Extraordinario y Plenipotenciario de Chile en Israel (2012-2016). Ha sido Cónsul en la ciudad de Mendoza en Argentina y Arequipa en Perú y embajador en Filipinas entre 2004 y 2008, Brasil en Brasilia (2010-2012).

## Biografía
Tras estudiar Derecho en la Universidad de Chile inicia su carrera diplomática en 1973, desempeñando diversas labores en las embajadas de Chile en Reino Unido, España, Uruguay, Perú y Argentina.
Encabezó la misión de nuestro país en Filipinas y fue Cónsul en la ciudad de Mendoza, Argentina y Arequipa, Perú. Y embajador en Filipinas y Brasil.
En Santiago, formó parte de las Direcciones de Europa, América del Sur, Seguridad Nacional, Política Especial, Planificación y Ceremonial y Protocolo. También fue parte del Gabinete del Subsecretario en 1994 y Director del Departamento de América del Sur.
En el año 2012 es designado embajador de Chile en Israel. En julio de 2014 el Senado pidió a la presidenta Michelle Bachelet el retorno inmediato de Jorge Montero Figueroa, para que informe al Ejecutivo de la delicada situación humanitaria que se vive en Palestina. Concretándose a principios de agosto, Montero, entregó detalles con respecto del conflicto que afecta a la Franja de Gaza, ante la Comisión de Relaciones Exteriores de la cámara de diputados. Tras concluido aquello regreso a Israel para retomar sus labores diplomáticas después del alto el fuego permanente acordado entre palestinos e israelíes.